# Олкотт, Джек
Jack Alcott (род. 15 марта 1999, Франклин, Теннесси, США) — американский актёр. Наиболее известен по ролям Джейсона Брауна в мини‑сериале The Good Lord Bird (2020) и Харрисона Моргана — сына Декстера Моргана — в сериалах Dexter: New Blood (2021—2022) и Dexter: Resurrection (с 2025).

## Биография
- Дата и место рождения: 15 марта 1999 года, Франклин, Теннесси, США TVmaze+5Википедия+5Википедия+5.
- Образование: Выпускник Университета искусств Северной Каролины (UNCSA), окончил актёрскую программу в мае 2019 года Википедия+4TVmaze+4Paramount++4.
- До получения экранных ролей снимался в ряде короткометражек и участвовал в театральных постановках (включая The Sound of Music, Big River, Next to Normal) Декстер Вики.

## Карьера
| Год                                        | Проект                      | Роль                          |
| ------------------------------------------ | --------------------------- | ----------------------------- |
| 2018                                       | Champaign ILL               | Young Zach Chevalier          |
| 2020                                       | When the Streetlights Go On | Jamie (эпизод 2016)           |
| 2020                                       | The Blacklist               | Young Donald Ressler (эпизод) |
| 2020                                       | The Good Lord Bird          | Jason Brown (основной состав) |
| 2021-2022                                  | Dexter: New Blood           | Harrison Morgan               |
| 2023                                       | Poker Face                  | Randy                         |
| с 2025                                     | Dexter: Resurrection        | Harrison Morgan               |
| ComicBook.com+12Википедия+12Кинорейтинг+12 |                             |                               |

### Ключевые роли
- The Good Lord Bird (2020) — сыграл Джейсона Брауна, молодой член семьи Джона Брауна в шоу с Итаном Хоуком TVmaze+2Википедия+2Кинорейтинг+2.
- Dexter: New Blood (2021—2022) — исполнитель роли Харрисона, сына главного героя Декстера. Актёр репрезентирует юношу, преодолевающего психологические травмы в поисках отца EW.com+12Википедия+12Paramount++12.
- Dexter: Resurrection (с 2025) — продолжает роль Харрисона; сюжет разворачивается через несколько недель после New Blood, в Нью-Йорке, где Декстер пытается воссоединиться с сыном в попытке примириться с тенью своего прошлого dexterdaily.com+3Википедия+3EW.com+3.

## Образ и восприятие
- Jack Alcott получил похвалы критиков и фанатов за передачу эмоциональной глубины своего персонажа. Один пользователь Reddit написал:

Он был великолепен. Харрисона часто ненавидят, но я действительно думаю, что Джек Олкотт был великолепен. Он во многом подражал поведению Декстера.
{{показать
|*
|
«He was amazing. Harrison gets a lot of hate but I really think Jack Alcott did amazing. He mimicked Dexter's behaviors a lot.» EW.com+15reddit.com+15TV Insider+15
- Другие отмечали, что хотя по внешности он не полностью соответствовал ожиданиям, его актёрская работа была впечатляющей.

## Личная жизнь
- Вырос в Франклине, штат Теннесси, некоторое время жил в Нью-Йорке, но в начальный период COVID‑19 вернулся домой Кинорейтинг+1Entertainment.ie+1.
- Конкретных данных о семье или личной жизни за пределами профессиональной деятельности доступно немного.

## Наследие и популярность
Jack Alcott продолжает стремительно развивать карьеру как один из наиболее ярких молодых актёров текущей телевизионной индустрии. Его персонаж Харрисон стал центральной фигурой франшизы «Dexter», привнося глубокую семейную драму и психологическую напряжённость в историю. Участие в Dexter: Resurrection закрепило его роль в расширении вселенной шоу.
1. 1 2  Internet Movie Database (англ.) — 1990.